# Neagh Lacus

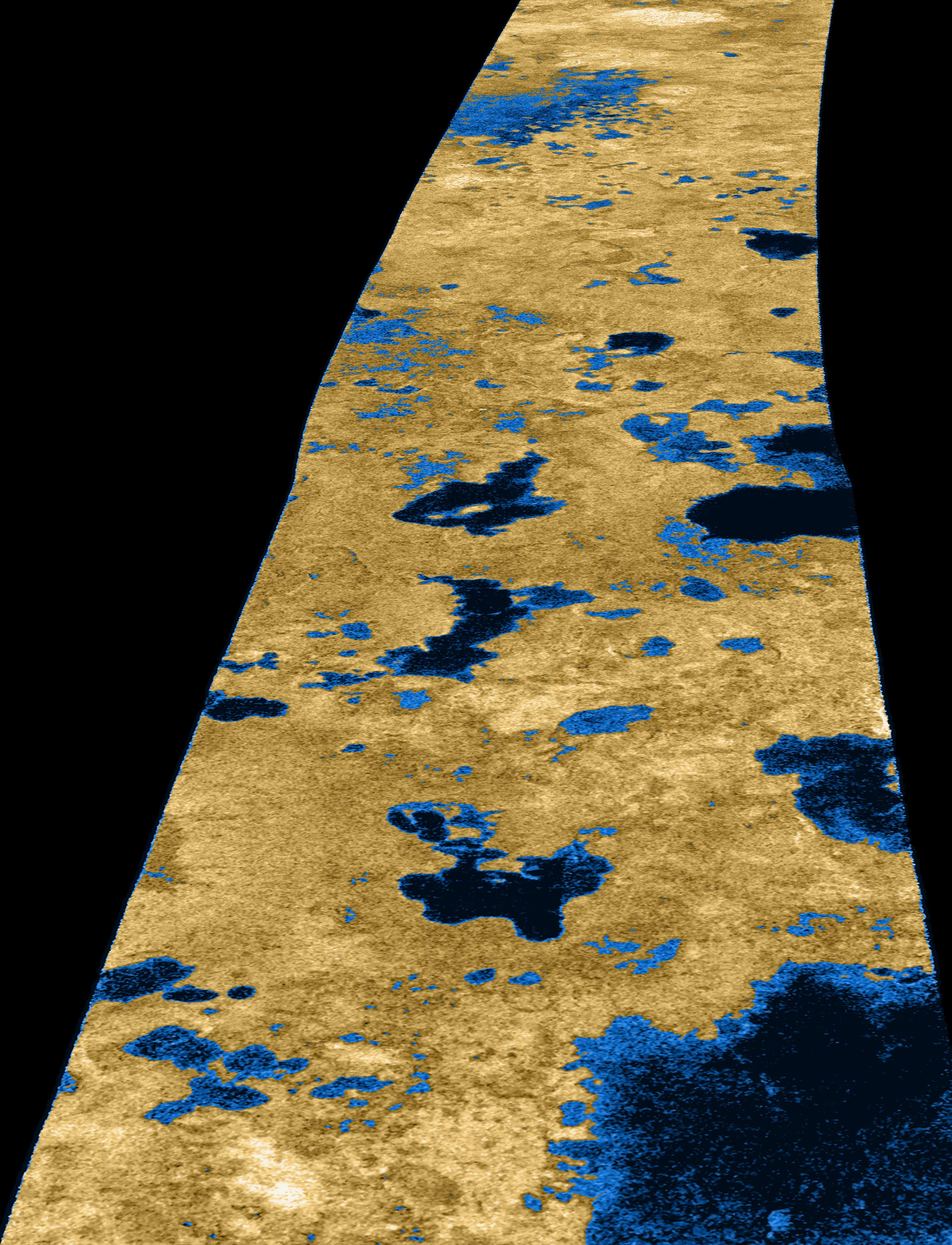
Cassini-Falschfarbenbild, mit Neagh Lacus am rechten Rand in halber Distanz

Der Neagh Lacus ist ein See aus Methan auf dem Saturnmond Titan. Er ist nach dem Lough Neagh in Nordirland benannt. Sein mittlerer Durchmesser beträgt 98 km. Er befindet sich in den Koordinaten 81° 6′ 36″ N, 32° 9′ 36″ W.